# Karl von Zeisberg

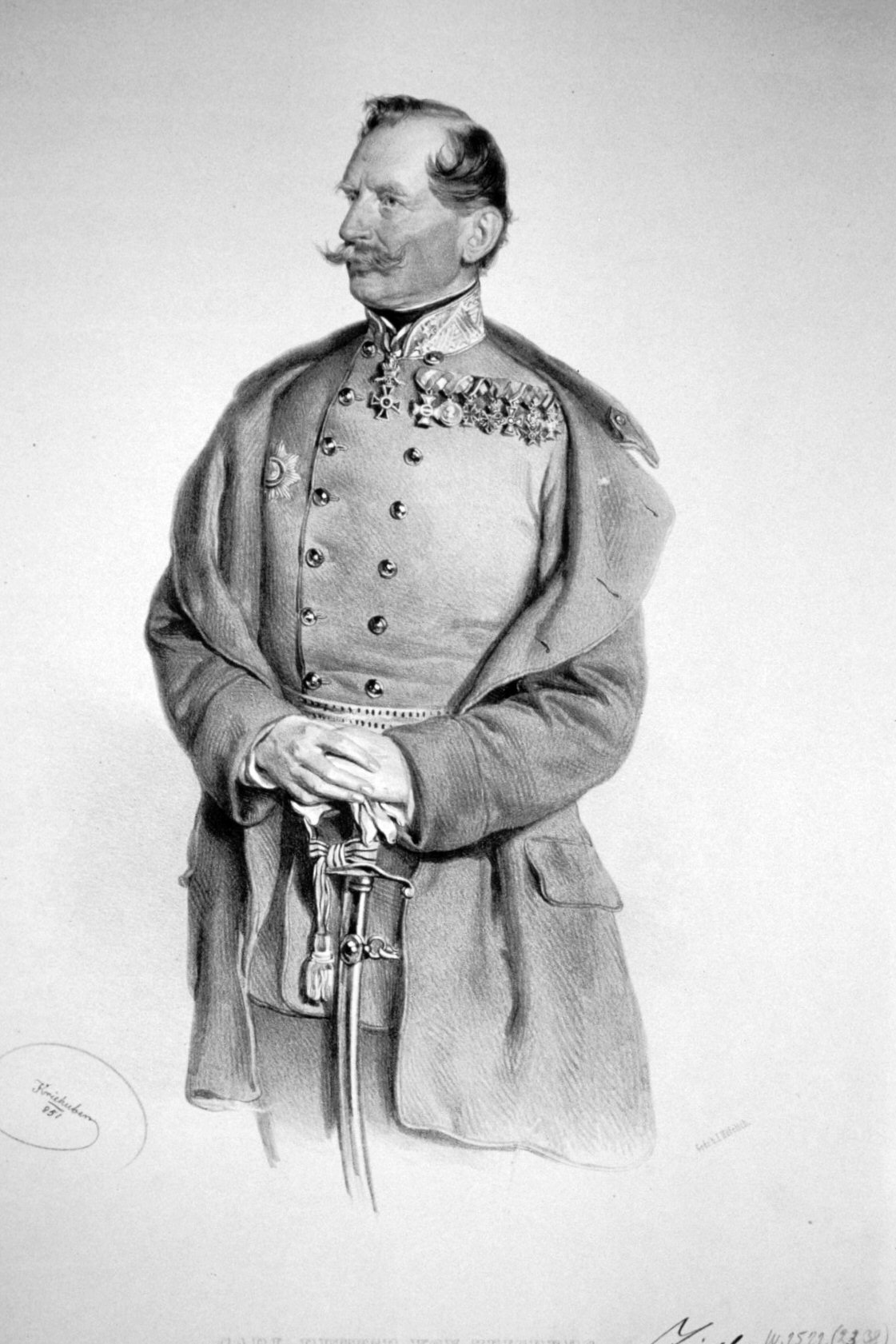
Karl von Zeisberg, Lithographie von Josef Kriehuber, 1851

Karl Ritter von Zeisberg (* 1789 in Breslau; † 29. Juni 1863 im Bad Steinerhof, bei Kapfenberg, Steiermark) war ein kaiserlich-österreichischer Feldmarschallleutnant und Ritter des Maria-Theresien-Ordens.

## Leben

### Militärische Karriere
Am 17. Jänner 1807 trat er als Kadett in das Ulanen-Regiment Nr. 3 ein und wurde am 23. Mai 1809 im Infanterie-Regiment Erzherzog Karl zum Fähnrich befördert.
In der Schlacht bei Wagram am linken Fuß verwundet, quittierte er am 25. Juni 1810 den Heeresdienst. Schon am 16. Juni 1811 trat er als Kadett wieder beim 7. Jäger-Bataillon ein und zeichnete sich beim Feldzug von 1812 im Hilfskorps des Fürsten von Schwarzenberg in Wolhynien aus. Sein Einsatz in der Schlacht bei Gorodeczno brachte ihm die silberne Tapferkeitsmedaille. Am 27. September wurde er bei Kowel im Verband der Arrieregarde der Division des Feldmarschalleutnant Bersina von Siegenthal auf dem rechten Ufer der Turia von den Russen abgeschnitten. Er schlug sich mit wenigen Jägern bis zur rettenden Brücke durch, stürzte sich ganz allein in den Fluss und erreichte am anderen Ufern die Freiheit. Danach bei der Avantgarde der Brigade Fröhlich stehend, wurde er am 12. November zum Unterleutnant befördert. Im Feldzug 1813 kämpfte Zeisberg im Verband des 7. Jäger-Bataillon und wurde bei Altenburg und in der Völkerschlacht bei Leipzig verwundet. Am 31. Dezember 1813 wurde er zum Oberleutnant befördert, kämpfte im Frühjahr 1814 bei Troyes und bei allen anderen Gefechten der Division des FML Fürst von Liechtenstein.
Nach der Teilnahme am Feldzug von 1815 wurde er am 24. Juli 1815 in den Stab des Generalquartiermeisters versetzt und bewährte sich bei der militärischen Landesbeschreibung von Ungarn und Böhmen. Am 20. Februar 1818 wurde er zum Hauptmann befördert und trat 1823 zu den Kaiser Husaren über, wenig später wechselte er zu den leichten Reiterregiment König von Würtemberg. 1827 wurde er zur Garnison an der Militärgrenze in Böhmen abkommandiert, bei welchem er ab Februar 1829 beim 4. Jäger-Bataillon eingeteilt wurde. Im November 1830 wurde er zum Major befördert und fungierte bis 1831 als Direktor des Militär-Landesbeschreibungs-Abteilung in Kroatien. Am 1. März 1831 wurde er zum Generalstabschef des in Italien stehenden II. Korps ernannt. Mit 1. Januar 1836 zum Oberstleutnant befördert wurde er am 1. Mai 1837 zum Direktor der Operativen Abteilung des Generalstabes in Ungarn bestellt. Am 24. Jänner 1840 wurde er zum Oberst im Generalstabscorps befördert und übernahm 1843 in Wien die Leitung der Abteilung Statistik im Stab des Generalquartiermeisters. Am 13. August 1847 wurde er zum Generalmajor befördert und übernahm in Dalmatien die Führung der Festungs-Brigade in Zara.

### Rolle in der Revolution von 1848/49

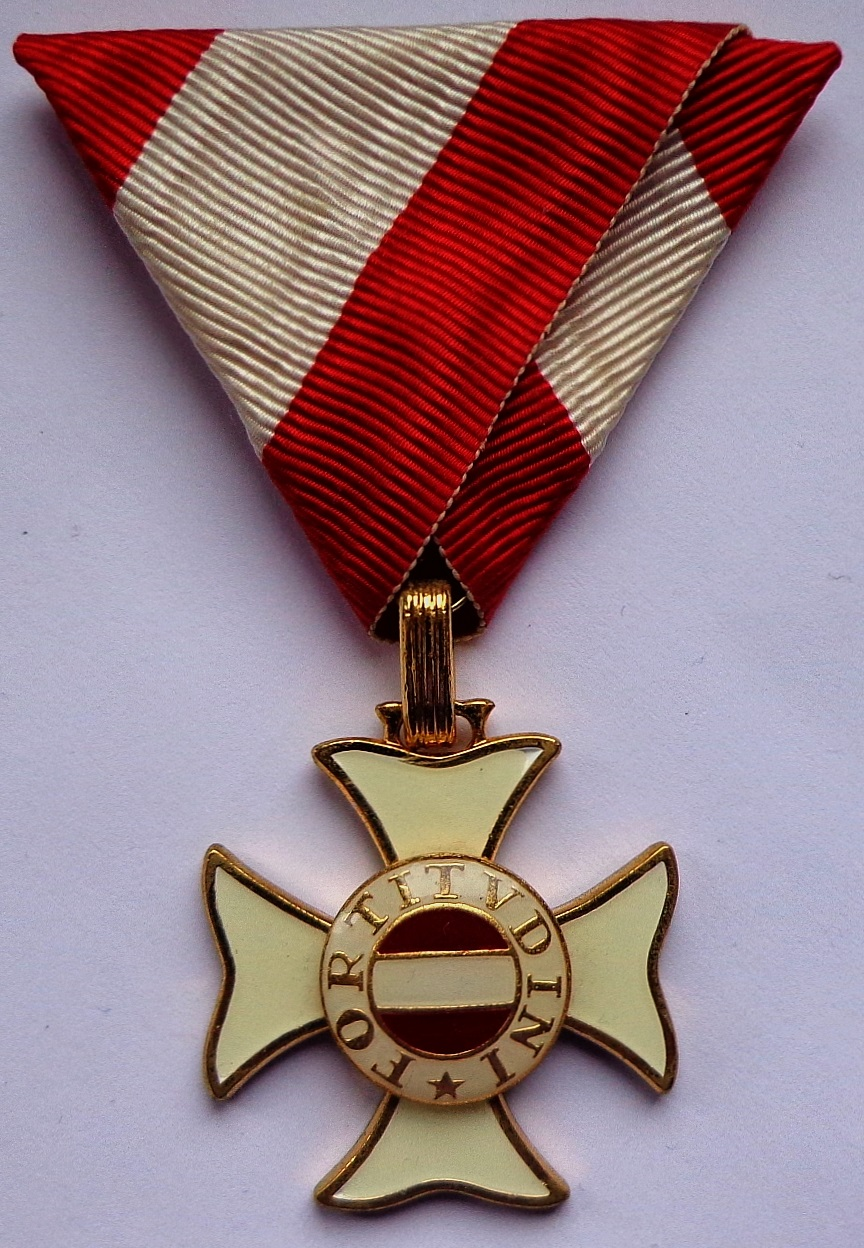
Ritterkreuz des Militär-Maria-Theresien-Ordens

Während der Wiener Oktoberrevolution wurde Generalmajor Zeisberg zum Chef des Generalstabes des I. Korps unter dem Ban von Kroatien ernannt. Am 28. Oktober hatte er von Fürst Windischgrätz den Auftrag, die kaiserlichen Angriffe gegen die St. Marxer – Linie zu koordinieren. Mit Freiwilligen des 5. Jäger-Bataillons und einigen Kompagnien des Oguliner Grenz-Regimentes stürmte er trotz heftigsten Abwehrfeuers diese Linie und drang längs des Wiener Neustädter Kanal in die Vorstädte Erdberg, Rennweg und Landstraße vor. Als am 30. Oktober während der Schlacht bei Schwechat die kaiserlichen Truppen am linken Flügel bei Mannswörth zurückweichen mussten, führte Zeisberg gegen 14.00 den entscheidenden Gegenangriff, welcher das ungarische Zentrum zersprengte. Er blieb als Generalstabschefs des I. Corps und war am 29. Dezember am Gefecht bei Mor beteiligt. Im darauffolgenden Feldzug von 1849 hatte er die Führung einer Brigade des II. Reserve-Korps unter Graf Nugent und wurde am 22. Juli 1849 zum Feldmarschallleutnant befördert. Für seine Leistungen gegen den ungarischen Aufstand wurde er schon früher mit dem Kommandeurkreuz des Leopoldsordens und am 29. Juli 1849 mit dem Ritterkreuz des Maria Theresien-Ordens sowie kurz darauf mit dem St. Anna-Orden 1. Klasse ausgezeichnet. Am 1. November 1849 erhielt Zeisberg den Befehl über eine Division beim Kommandierenden General in Siebenbürgen (XII. Korps) und wurde schließlich am 13. Jänner 1852 pensioniert. Zeisberg starb 74-jährig im Jahre 1863 im steirischen Fichtennadelkurbad Steinerhof bei Kapfenberg.

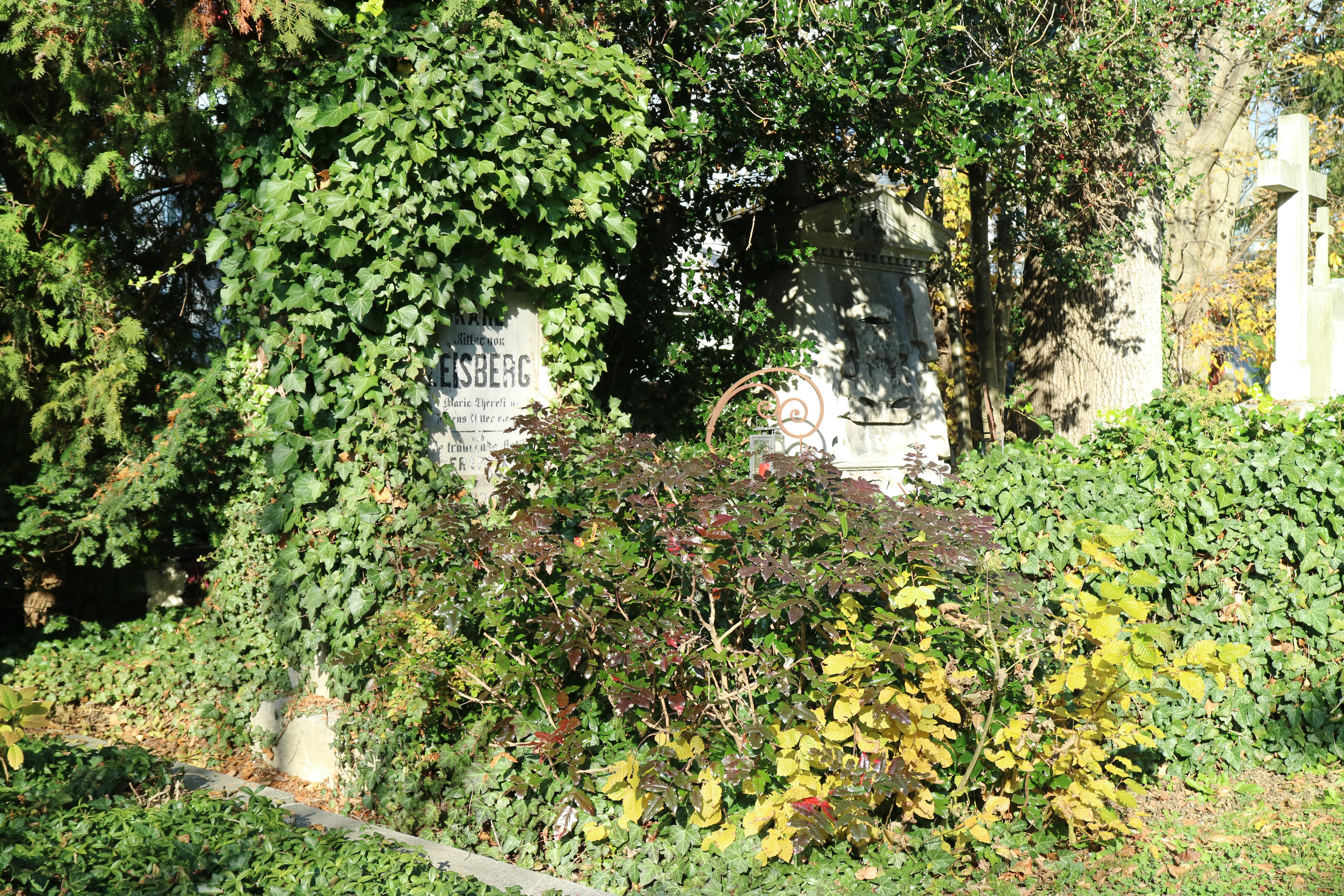
Grab auf dem Stadtfriedhof St. Peter